# Bernhard Korte
Pour les articles homonymes, voir Korte.
Bernhard Hermann Korte (né le 3 novembre 1938 à Bottrop, Allemagne et mort le 26 avril 2025) est un mathématicien et informaticien allemand, professeur à l'université de Bonn et expert en optimisation combinatoire.

## Biographie
Korte a obtenu son doctorat (Doctor rerum naturalium) de l'Université de Bonn en 1967. Sa thèse s'intitulait « Beiträge zur Theorie der Hardy'schen Funktionenklassen » (traduit par « Contributions à la théorie des classes de fonctions de Hardy ») et a été effectuée sous la direction de Ernst Peschl et Walter Thimm. Il a obtenu son habilitation universitaire en 1971 et a brièvement occupé des postes de professeur à l'Université de Ratisbonne et à l'Université de Bielefeld avant de rejoindre l'Université de Bonn en tant que professeur en 1972. À l'Université de Bonn, Korte est le directeur de l'Institut de recherche en mathématiques discrètes .
Korte a été professeur invité à Stanford, Cornell, l'Université de Waterloo, le MIT, Yale et l'Université Rutgers, ainsi qu'à des institutions à Rome, Pise, Barcelone et Rio de Janeiro.

## Livres
- Bernhard Korte, László Lovász et Rainer Schrader, Greedoids, vol. 4, Springer-Verlag, coll. « Algorithms and Combinatorics », 1991 (ISBN 3-540-18190-3)
- .Bernhard Korte et Jens Vygen, Combinatorial Optimization: Theory and Algorithms, Springer - Verlag, coll. « Algorithms and Combinatorics / 21 », 2008, 4e éd. (ISBN 978-3-540-71843-7)

## Récompenses et distinctions
En 1997, Korte a reçu le Prix d'État de Rhénanie-du-Nord-Westphalie, et en 2002, il a reçu la Grand-Croix de l'Ordre du Mérite de la République fédérale d'Allemagne. Il est également lauréat du prix Humboldt et membre de l'Académie allemande des sciences Leopoldina .